# 海因里希·希姆莱
海因里希·卢伊特波尔德·希姆莱（德語：Heinrich Luitpold Himmler，發音：[ˈhaɪnʁɪç ˈluːɪtˌpɔlt ˈhɪmlɐ] ⓘ，1900年10月7日—1945年5月23日）是第二次世界大战期间納粹德國的一名重要政治人物，曾担任纳粹德国內政部長、親衛隊全国领袖。是纳粹大屠杀的主要策划者。
第一次世界大战期间，希姆莱以预备役身份服役于德意志帝国陆军，並未参加前线战斗。此后他进入大学学习农业，并于1923年加入纳粹党，而后于1925年加入党卫军。1929年元首阿道夫·希特勒正式任命希姆莱为第四任党卫队全国领袖。此后他担任党卫队最高领导人长达16年，直到1945年德国战败。在16年内，他逐渐将最初只有290人的党卫队发展成一支战斗力极其强悍、拥有百万人的准军事组织。
1933年，希特勒担任德国总理后，希姆莱开始逐渐控制国内警察事务，1934年赫尔曼·戈林将警察指挥权移交希姆莱后使其已完全控制国内的警察机构。并在1936年被任命为德国警察总长。
1943年，希姆莱取代威廉·弗利克兼任纳粹德国内政部长，掌控整个德占欧洲的秩序警察、安全部队、盖世太保、纳粹集中营以及武装党卫军，成为第三帝国最有权势的人之一。
在第二次世界大战期间，党卫队组建了专门负责种族灭绝的别动队，作为纳粹种族灭绝的监督者以及党卫队的最高领导人，其被認為对造成欧洲的犹太人、同性戀者、共產黨人以及罗姆人等大量死亡的纳粹大屠杀以及武装党卫军的战争罪行负有重大责任。
战争后期，由于东线一连串战役的失败以及西线的盟军在诺曼底登陆，导致德意志国防军内部一批高级军官试图通过暗杀阿道夫·希特勒从而达到在尚有优势的情况下与盟军进行有条件的和平谈判，试图避免两线作战而导致战争失败。是为7月20日密谋案。暗杀行动失败后，大批军队高层遭到希特勒的清洗处决，其中经过调查而牵连到3名德国陆军元帅：隆美尔、克鲁格、维茨莱本。此后因希特勒对国防军的不信任感日益剧增，转而任命不谙军事的希姆莱担任国内后备军总司令，以及上莱茵集团军群总司令和维斯瓦河集团军群总司令。1945年3月的巴拉顿湖战役失败后，他在古德里安大将的劝说下，将军队指挥权移交给哥特哈德·海因里希大将指挥，自此失去了对军队的指挥权。
第二次世界大戰末期企圖與盟軍單獨談和失敗后被希特勒免除一切职务。德國投降後逃亡失败并被盟軍拘捕，服毒自殺。终年45岁。

## 生平

### 早年

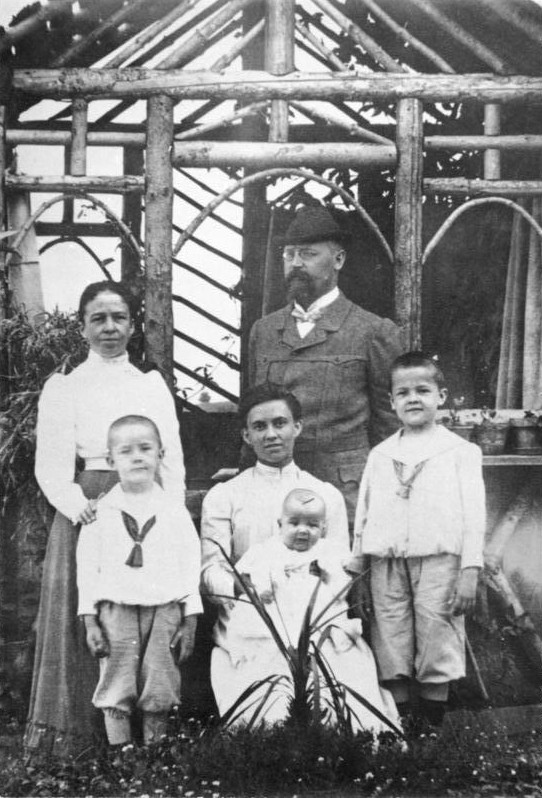
與希姆萊一家。
母親安娜（後列左）、父親格布哈德（後列右）、希姆萊（前列左）、海因里希親王與弟弟恩斯特·赫尔曼·希姆莱（中央）、哥哥格布哈德·路德维希·希姆莱（前列右）

海因里希·希姆萊在1900年10月7日出生於德意志帝國巴伐利亞王國的首都慕尼黑希爾德加街（Hildegardstraße）2號3樓，是家中第2個兒子。
父親約瑟夫·格布哈德·希姆萊（Joseph Gebhard Himmler）與巴伐利亞的維特爾斯巴赫王室關係良好，曾擔任王室顧問，巴伐利亚的海因里希親王的家庭老師，之後在慕尼黑的一所高等中學教書。母親安娜·瑪麗亞·海德爾（Anna Maria Himmler Heyder）則是一位貿易商人的女兒，她於1897年與格布哈德結婚。
希姆萊在家中排行第2，他有個哥哥格布哈德·路德维希·希姆莱和弟弟恩斯特·赫尔曼·希姆莱。
「海因里希」與「卢伊特波尔德」皆是由王室授予的名字，尤其是海因里希，是由與王室關係良好的格布哈德，請曾指導過的學生—巴伐利亞的海因里希親王擔任他次子的教父並為他賜名。當時人們認為能從王室得到賜名是一種社會榮譽，而海因里希則就以自己的名字替他命名，即海因里希·希姆萊。希姆萊的家庭信仰天主教，家風保守，並對小孩嚴謹教育禮儀。

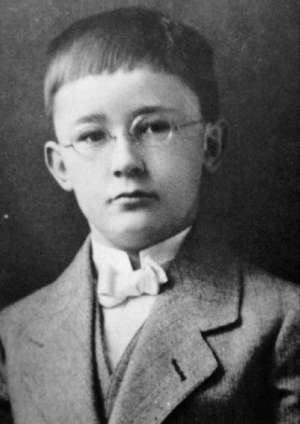
希姆萊7歲時的樣子（1907年）。

根據格布哈德所遺留的筆記，希姆萊在小學時期身體非常不好，曾缺席160次，多虧於家庭教師的教導補充進度，希姆萊後以第2名的成績從小學畢業。1910年9月希姆萊至慕尼黑威廉文理中學（Wilhelmsgymnasium München）就讀；1913年由於父親將赴慕尼黑東北的蘭茨胡特學校作為校長而自該地搬家，並就讀於他父親所管理的學校。希姆萊的歷史學、古典學、宗教學為最優秀的成績，其他主要科目成績也不錯，唯獨體育成績欠佳。希姆萊後來在第一次世界大戰後的1919年7月才從學校畢業，畢業證書上的評語是「品行端正，性格勤勉而守規矩」。

### 第一次世界大戰
第一次世界大戰的1915年初，希姆萊與哥哥格布哈德一起加入了青少年軍（Jugendwehr），這是由德國軍方的校級軍官所組織的準軍事組織，主要活動是青少年進行簡單的軍事遊行和運動。之後1915年7月29日，希姆萊的17歲哥哥格布哈德被徵招為預備軍（Landsturm），並在1918年4月被送往西線作戰。希姆萊自己也非常想要上戰場，卻礙於他離服役年齡還差1歲，於是求助於父親，父親原是希望他完成學業再說，但經不起希姆萊的反覆請求，於是求助王室的朋友，並獲得解決。希姆萊原想加入海軍，但因為帝國海軍不收近視的人，希姆萊只好加入陸軍，編入巴伐利亞陸軍第11步兵團「森林團」，希姆萊入伍後被派往雷根斯堡接受6個月的步兵訓練，在1918年6月15日至9月15日期間作為預備士官的訓練，其後在9月15日至10月1日期間於拜羅伊特的第17機槍班訓練，完成後被編入第11步兵團補充營4連。
但在希姆萊上前線前，德國國內發生11月革命，威廉二世被推翻，1918年11月11日德國宣佈投降，第一次世界大戰結束，希姆萊則軍功未建而退役。兄長戈德哈特則因為在西線壕溝戰中表現出色，先後獲得一級與二級的鐵十字勳章。

### 第一次世界大戰後
第一次世界大戰結束後，希姆萊仍想待在軍隊中。1919年4月慕尼黑工人在共產黨領導下發動武裝叛亂，成立了巴伐利亚苏维埃共和国，國內右翼份子自行組織武裝協助正規軍鎮壓工人叛亂，最出名的團體為「自由軍團」，希姆萊加入了它的一支小志願團，作為後方支援。之後因為父親歌德哈特認為目前德國經濟混亂且瀕臨破產，最好找個穩定的工作，希姆萊就在1919年春天於慕尼黑北方的因戈尔施塔特一家農場找了一份工作；但因為一場嚴重的斑疹傷寒使他無法再從事勞力工作，在長達一年休養時間中，希姆萊於1919年10月18日考進了慕尼黑工业大学主修農學。1919年11月9日，希姆萊加入大學學生俱樂部的學生決鬥團體，希望在決鬥中臉部留下傷痕；當時的德國男大學生認為在決鬥時的臉部傷害是一種社會地位象徵。由於希姆萊的胃極為虛弱而不能喝酒，被認定為「沒有資格參加決鬥」，他趕緊去醫院申請一張腸胃敏感的證明去獲得可以決鬥的承認，然而決鬥對手卻仍認為希姆萊的身質孱弱。1922年6月22日希姆萊於畢業不久前的決鬥中被打傷，臉部留下傷痕並縫了頭部5針。希姆萊大學時期身體孱弱與對人和善的表現可以從他的日記中看出：1919年多次前去盲人家中唸書給他們聽、1921年在貧窮老婦常來往的地方偷偷放置食物、以自己和家人的身份多次探訪生病的友人、參與維也納的慈善演出等等；此外日記顯示，從1921起希姆萊就有旅居國外的念頭，這個想法直到大學畢業後還是有，1924年希姆萊還曾詢問蘇聯大使館能否移居到烏克蘭。1922年8月1日，希姆萊以平均評點1.7優異的成績畢業，於8月5日考取獲得文憑，並在上施莱斯海姆找到實驗室助理的工作，但1923年8月，希姆萊為專心從事政治活動而辭職此工作，返回慕尼黑。
希姆萊在大學時期積極參加右翼政治活動，1919年12月加入了巴伐利亞人民黨（於1923年退黨），1920年5月加入慕尼黑市民自衛軍，從威瑪共和國的第21步槍團聯隊接收了槍枝與鋼盔，武器管理人為恩斯特·罗姆。希姆萊自大學畢業後加入了羅姆的準軍事組織——帝國戰旗，1923年加入了国粹主义的組織——阿塔马嫩。對希姆萊影響最大的是里夏德·沃尔特·达里的農本主義著作《熱血與土地》，當他成為親衛隊全國領袖後便邀請了达里加入親衛隊；其他還有休斯顿·斯图尔特·张伯伦的《十九世纪的基础》、阿爾弗雷德·羅森堡的《二十世纪的神话》等，這段時間里造就他以後的國粹思想、反猶主義，也是納粹黨之後的核心思想。

#### 納粹黨初期的活動

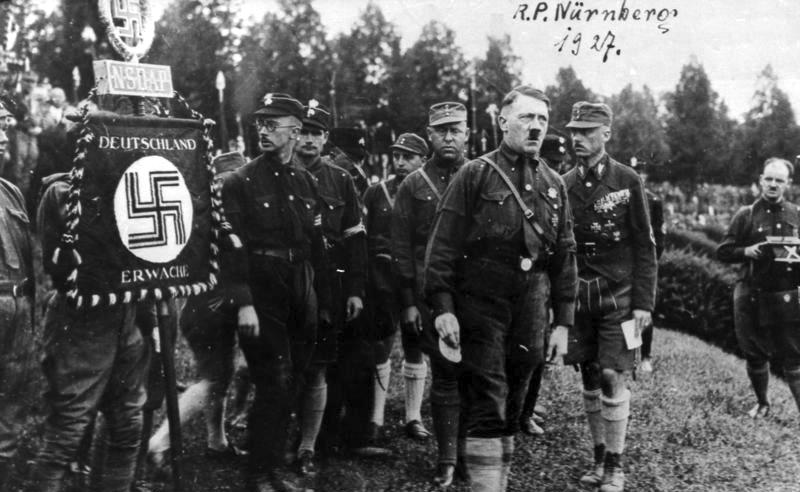
1927年納粹黨代會，前排從左到右：希姆萊、赫斯、施特拉塞爾、希特勒、弗朗茨·馮·普費弗

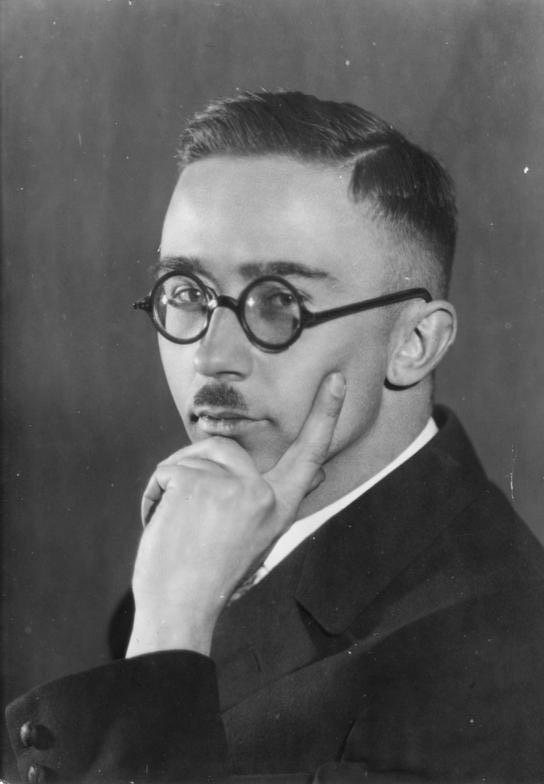
1929年的希姆萊，此時他正擔任黨衛隊全國領袖

1923年8月希姆萊加入了納粹黨，黨證編號14303。希姆萊作為羅姆帝國戰旗的一名成員，參加了他所領導的巴伐利亞鎮壓運動，但僅是一個拿著旗子的跟班，直到今天仍有保留當時的照片，其後也以旗手的身份參加了失敗啤酒館政變，羅姆與希特勒皆被捕下獄，希姆萊則逃過了牢獄之災。希姆萊於何時與希特勒接觸並不清楚，一般認為是在希特勒出獄，納粹黨重建後。在納粹黨被禁止活動的期間，希姆萊加入了埃里希·鲁登道夫創立的偽裝政黨「國家社會主義自由黨」，在納粹黨左派的格雷戈尔·施特拉塞尔下擔任秘書。1924年5月和12月德國國會大選，希姆萊為了幫助施特拉塞爾與其黨員競選，騎著摩托車到處宣傳民族社會主義、反猶太、反共思想，因為成效卓越，施特拉塞爾獲得了200萬選票、32個國會席位，希姆萊也因此被任命為巴伐利亞-上普法爾茨省黨部副書記。
1924年12月希特勒自蘭茨貝格監獄被釋放並開始重組納粹黨，而1925年2月希姆萊與施特拉塞爾回到了納粹黨，希姆萊在1926年被任命為納粹黨全國宣傳工作副領導人（正領導人為施特拉塞爾），1927年被任命為親衛隊全國副領袖。希姆萊之前在1925年之前就為衝鋒隊的成員，但在1925年8月8日轉為了黨衛隊，編號168。1927年，希姆萊成為黨衛隊第3位全國領袖埃爾哈德·海登的副手，但因為在1929年海登被人告發「以猶太人的廠商來製作黨衛隊制服」而被開除，身為海登左右手的希姆萊也因此成為了第4位黨衛隊全國領袖。然而當時的黨衛隊仍隸屬於衝鋒隊之下，人數也不過僅280人。同時，希姆萊自己也是衝鋒隊大校的身份。
1928年7月3日希姆萊與一名利珀自由邦布隆貝格的地主女兒—玛格丽特·博登結婚，瑪格麗特是一名護士，擁有一家小診所。當時德國物價飛漲，希姆萊光是靠黨的薪水月薪200馬克不足以生活，之後他們賣掉了瑪格麗特的診所，在慕尼黑郊區蓋了一間小木屋和養雞場，但經營沒多久就破產而關閉，他和瑪格麗特也在結婚一年後就分居。

### 親衛隊全國領袖

#### 海德里希的出現

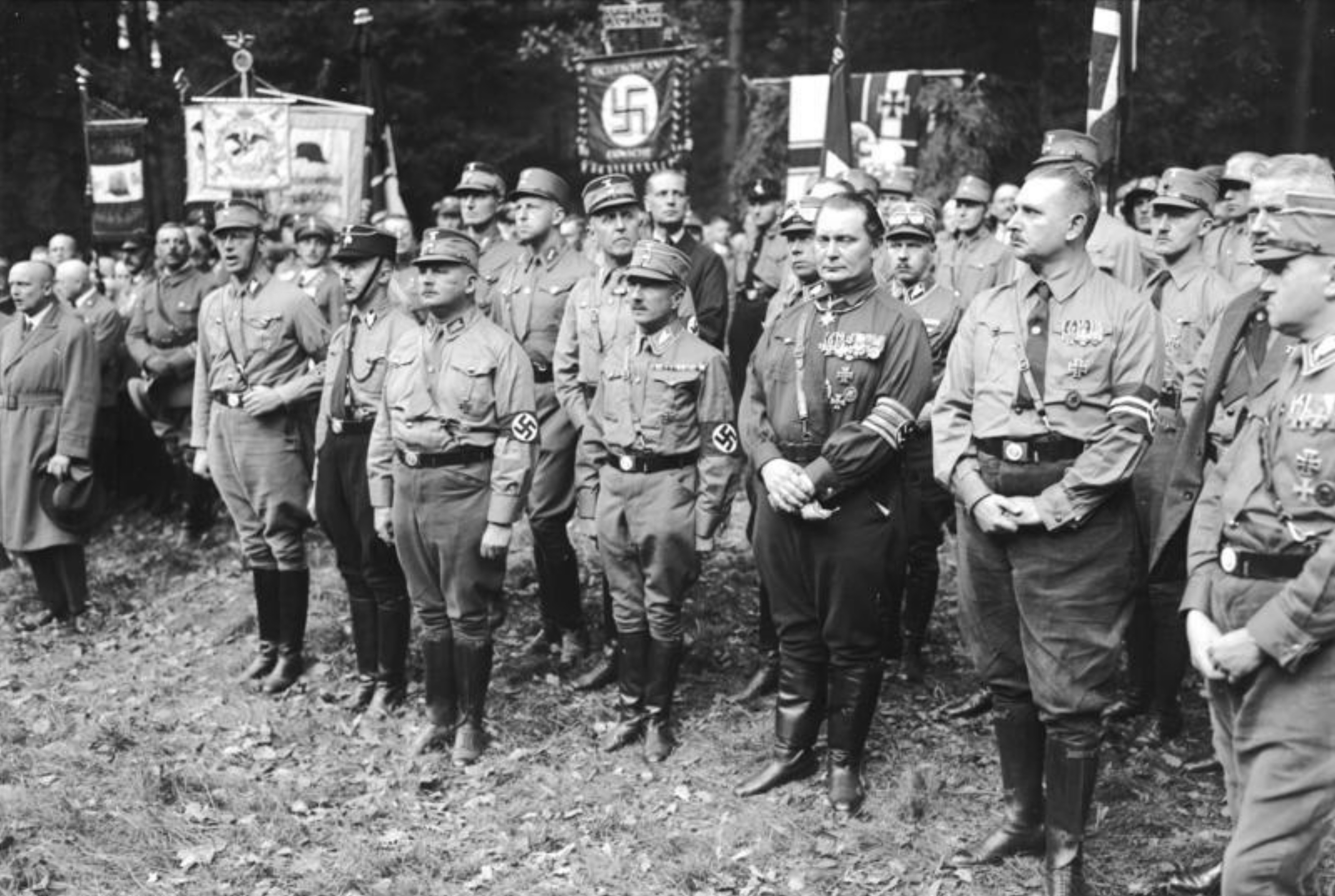
1931年，組織了德國國家人民黨、鋼盔聯盟與哈次堡陣線的納粹黨。恩斯特·羅姆後面那位帶著黑色帽子的人就是希姆萊

希姆萊為成立警察組織而急著擴展黨衛隊人數，1929年12月有1,000名，1930年12月有2,700名，1932年4月達到了25,000名，1932年12月有52,000人，順利增加了隊員人數。之所以會如此是因為美國紐約市引起的世界經濟恐慌，許多失業者對政府失望，又為了有個工作而加入了羅姆的衝鋒隊，但因為人數過多，素質也逐漸下降，甚至連希特勒也無法控制；這時黨衛隊就被視為制住衝鋒隊的一項利器，在希特勒的默許下開始公然擴展，且因為黨衛隊是以對希特勒個人的效忠為前提而建立，希特勒也比較沒有戒心。1930年11月7日，希特勒發佈的命令中提到「黨衛隊最首要的任務就是在黨內執行警察職責」，希姆萊就為了完成此任務而開始招攬情報機關的人才，這時黨衛隊大校，同時也是希姆萊好友的卡爾·馮·埃貝斯泰因男爵向他推薦了一名前海軍武官，然而希姆萊因為之前去帝國海軍應徵被拒絕而對海軍士兵頗為反感，多次拖延會面，直到男爵一再堅持希姆萊才勉強接見他。

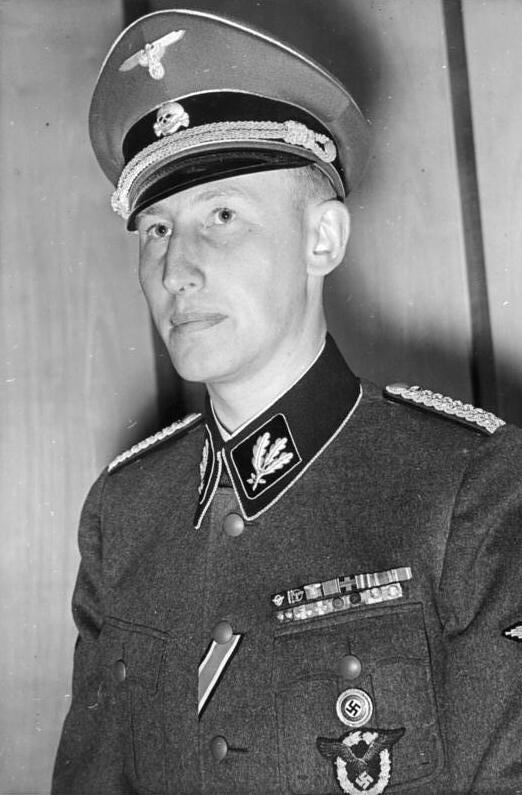
萊因哈特·海德里希，是希姆萊最重要的副手，也是黨衛隊第2號人物（照片攝於1940年）

1931年6月14日希姆萊接見了前來面試的萊因哈特·海德里希，一開始他想要刁難一下這位前海軍武官，他對海德里希出了一道難題，他說：「我想要在黨內設置一個專門機構，主管情報工作，這需要一位專家，如果你認為你能勝任這一工作，請在這張紙上寫出你的構想，時間只有20分鐘」。海德里希之前只是一位通訊官，對情報工作雖不陌生但所知有限，但他還是寫出一張黨內情報工作機關的運作藍圖，希姆萊認為海德里希是「一部活的記錄器」、是一個「天生的情報人才」，當場讓他入黨，負責黨內的情報工作，黨編號544916號。之後設置了IC科，隔年成了黨衛隊保安處，為納粹黨第一個情報機關，海德里希為實際的執行長，希姆萊則是擔任名義上的領袖。
1931年4月初柏林的衝鋒隊軍官瓦尔特·施滕纳斯對慕尼黑的納粹黨本部起頭叛亂，柏林的黨衛隊領導人庫爾特·達呂格領軍鎮壓。此事件後希特勒對黨衛隊有了不同的看法，給予了獨立於衝鋒隊的自由性和作為黨內警察的職責，並任命希姆萊為納粹黨黨部褐宮的總警備，負責「防止共產份子和任何干擾黨的活動」任務。
之後希姆萊想要使黨衛隊變成一個除了專門護衛希特勒外，還要是種族政策的模範與核心，新進隊員必須為「優良血統」的亞利安人種，以血統證明嚴格限制入隊的素質。希姆萊設立了黨衛隊人種與移居部，由里夏德·沃尔特·达里領導調查所有入隊隊員的身家背景，隊員們不能不經過该部门的調查和許可擅自結婚，確認新娘是否有遺傳問題，是否為同級別的人種才會獲得許可；結婚後，该部门要求隊員有義務要至少養一個小孩，沒有子嗣者會領不到一部分的薪水，希姆萊此規定是為大量培養「純血的日耳曼人後代」。
1932年7月7日希姆萊為了黨衛隊的獨立性和區別衝鋒隊，要求更改黨衛隊的制服，就成了有名的黨衛隊「黑衫服」，一般認為黑衫服是仿自義大利法西斯黨的黑衫軍服飾，但實際上是源於普魯士王國的禁軍軍服（黨衛隊軍帽上的骷髏頭也是普魯士禁軍標誌）。

#### 納粹黨掌權

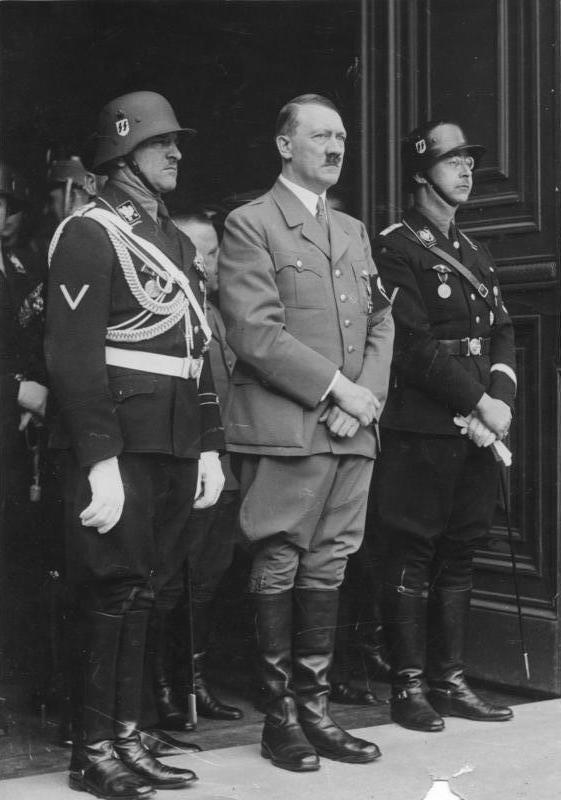
1937年，希姆萊、約瑟夫·迪特里希（左）與阿道夫·希特勒（中）

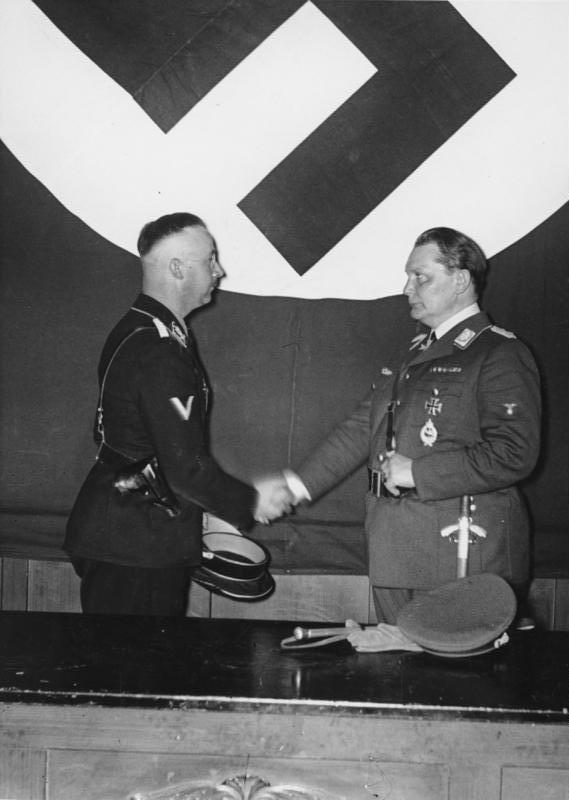
1934年普魯士自由州內政部長戈林將蓋世太保的管理權移交給希姆萊

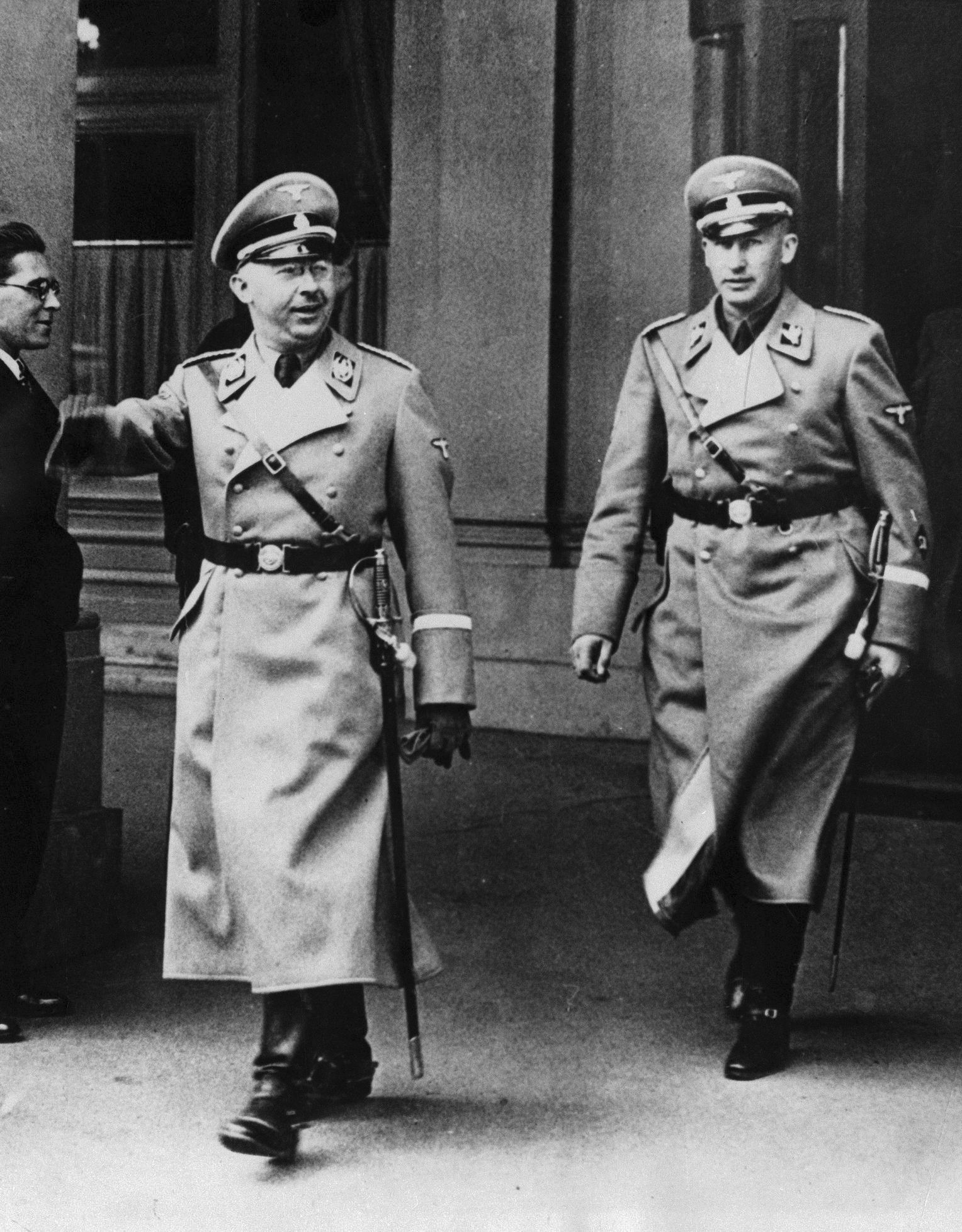
1938年3月。擔任安全警察指揮官的海德里希與希姆萊

1933年1月30日興登堡總統任命希特勒為德國總理，多數納粹黨黨內幹部都紛紛獲取中央與各州的重要官職，而希姆萊則被冷落於一旁。3月9日，在巴伐利亞總理海因里希·黑尔德被衝鋒隊和黨衛隊罷除職務後，希姆萊才擔任了慕尼黑警察局長一職，雖然對此安排不滿，希姆萊還是盡力去做該職務，並任命海德里希為第6部（政治部）部長，不斷消滅黨的政治敵人。巴伐利亞邦司法部長漢斯·法郎克認為應該將所有政治敵人全部關到集中營，希姆萊因此於3月20日設立了達豪集中營並開始管理，為納粹德國的第一個集中營。4月1日希姆萊成為巴伐利亞州警察局局長。1933年9月因為希特勒對於自身安全問題越來越擔心，而國防軍又不對他效忠，他下令給希姆萊組織一個集黨衛隊精銳團體，保護希特勒的私人衛隊「阿道夫·希特勒警衛旗隊」（Leibstandarte Adolf Hitler，即LAH），由約瑟夫·迪特里希指揮，該組織即是後來第一阿道夫·希特勒警衛旗隊裝甲師的前身。但迪特里希將此隊伍認為僅負責保護希特勒，而忽略希姆萊的指揮地位，兩人常有相關的指揮權爭論。

##### 統一警察
希特勒內閣內政部長的威廉·弗利克提出國家一體化的政策，將各州自治權由中央所管理，1934年1月除了普魯士自由州與紹姆堡-利珀自由邦外，全德國的警察由希姆萊所管轄。普魯士自由州佔當時德國國土面積一半，戈林是當地警察首腦，擔心希姆萊與海德里希的警察權力延伸到普魯士，曾以蓋世太保暴力威脅海德里希滾出柏林。希姆萊於是向興登堡總統告發戈林部下鲁道夫·迪尔斯的各種醜聞(蓋世太保創始人)，使戈林倍感壓力。另外一方面，羅姆的衝鋒隊也在急速擴展勢力（1933年時高達3,000,000人），威脅到了戈林。在希姆萊與羅姆兩個政治敵人之間，戈林選擇聯合希姆萊打擊羅姆的衝鋒隊，並與他和解。1934年4月20日戈林在迪爾斯的蓋世太保局長上再加上一個職位「蓋世太保監查官與代理指揮官」（Inspekteur und stellvertretender Chef der Geheimen Staatspolizeiamts），並讓希姆萊擔任此位，希姆萊就立刻除去依賴戈林的迪爾斯，將他的職位「蓋世太保局長」給了海德里希。戈林到1935年11月20日之前雖仍是蓋世太保的最高領袖，但實權已經轉交給了希姆萊。其後所有警察權力漸落入希姆萊手中，希姆萊最後成了全德國的警察領袖。

##### 長刀之夜
在希姆萊取得全國警察控制權的同時，羅姆也在對國防軍要求將容克軍官拔除，以衝鋒隊取代正規軍並取得政治地位。隨著兩方的激烈衝突，希特勒被請來解決此問題，但他因為與羅姆曾是老戰友而猶豫不決，希姆萊也曾是羅姆的跟班，也同樣感到焦慮，但海德里希告訴希姆萊「為了黨衛隊的未來也應該要加以肅清」。希姆萊也因此決定要下手消滅羅姆。國防軍領導人維爾納·馮·勃洛姆堡與羅姆談判，說衝鋒隊可以負責士兵的入伍訓練和退伍事宜，但國防軍是全德國唯一的武裝部隊，但羅姆一意孤行，不理會希特勒的調解，說道：「我們才不會按協議辦事呢。希特勒言而無信，少說也得去休假；要是希特勒不願意一起幹，我們就撇開他來幹」，但希特勒仍因為多年的交情而猶豫再三。希姆萊與海德里希在戈林的幫助下擬定了一份需要剷除的衝鋒隊領導人名單，並捏造了羅姆打算反叛的證據，要求希特勒處決羅姆，希特勒在周圍人士的影響下同意了。1934年6月30日當晚即是有名的「長刀之夜」，黨衛隊處決了羅姆、衝鋒隊領袖與許多希特勒潛在的政治敵人，包括希姆萊的前任上司施特拉塞爾。1934年7月20日希特勒說道：「鑑於黨衛隊在1934年6月30日事件中所做出的巨大功績，我將其升格為納粹黨內的一個獨立組織」。此事件後，勃洛姆堡對於黨衛隊的功績給予正面評價，並承認其3個團的黨衛隊特務部隊（SS-Verfügungstruppe，即是SS-VT）擁有武裝兵力特權。希姆萊則希望持續擴張目前的軍力，這也成為之後的武裝親衛隊前身，黨衛隊在黨內的勢力也變大了。

##### 黨衛隊產業
羅姆死後國內所有集中營就成了希姆萊管轄，他將達豪集中營管理人特奥多尔·艾克任命為全集中營和守衛部隊—骷髏總隊總監。另外希姆萊還任命前海軍會計的奧斯瓦爾德·波爾為黨衛隊本部經濟部長，負責經營德國土石製造有限公司（DEST）、德國裝備製造有限公司（DAW）和阿波利納里斯礦泉水（Apollinaris）等企業，並從集中營的囚犯取得大量勞動力，連艾克的管理地位也在其之下；希姆萊也關心著黨衛隊的陶瓷生意—阿拉契瓷器，儘管經常赤字且會計勸告休業，希姆萊仍堅持持續經營；其他還有以威脅、類似恐嚇的方式從各大公司收取「保護費」，包括：西門子、中德鋼鐵廠、法本公司等，1932年希姆萊納款了17,000馬克，1933年350,000馬克，1934年有581,000馬克。

##### 整合警察機關
1936年6月17日希姆萊正式担任德國警察總長，他趁此時改編警察機關的制度，在每個一般警察中再訂了一個秩序警察，由黨衛隊上级集团领袖庫爾特·達呂格管理。另一方面將政治警察的蓋世太保與刑事警察合併為安全警察，由海德里希管理；接著又設立黨衛隊與警察高級領袖（Höhere SS und Polizeiführer，缩写为HSSPF）的職位，配置各人員在德國各警察機關。1939年9月27日希姆萊將黨衛隊保安處與安全警察合併，成立党卫队国家安全部。在黨衛隊滲透警察機關的同時，希姆萊也讓其干預了各層面的政治活動，包括清算國防部長、勃洛姆堡元帅與陆军总司令維爾納·馮·弗里奇大将的势力，以製造醜聞的方式逼迫他們辭去職位。在海外也對蘇聯產生一定影響力：诬陷并导致苏共中央处死苏联元帅米哈伊爾·圖哈切夫斯基並促成大清洗，使成千上萬的蘇聯党政军領導人死亡。在1938年的德奧合併事件中，黨衛隊成員也殺害了反對者奥地利总理恩格爾伯特·陶爾斐斯。

### 第二次世界大戰

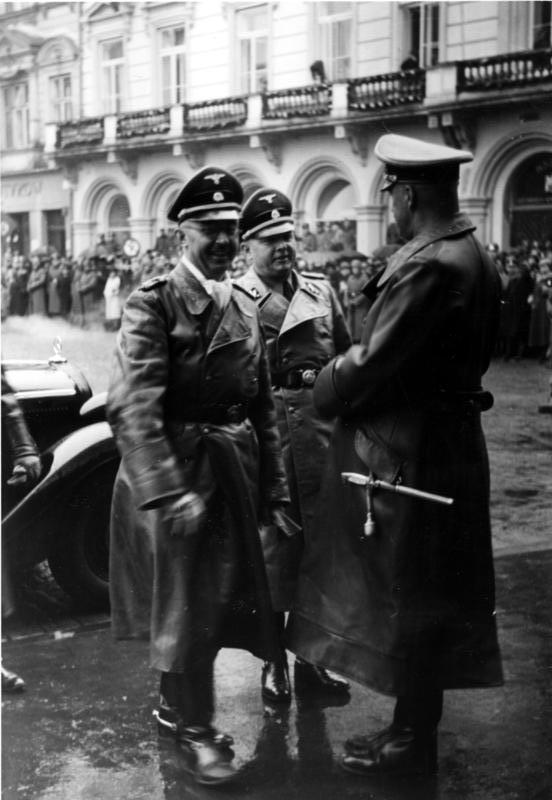
希姆萊與布魯諾·施特雷肯巴赫，他率領别动队製造格利維采事件（1939年攝於波蘭）

1939年8月希特勒命令希姆萊製造一個可以進攻波蘭的藉口，海德里希將此計畫稱為「希姆萊行動」。由SD特務人員阿爾弗雷德·諾約克斯穿著波蘭軍服在格利维采電視台上發表反德演說，並開槍射殺準備好的德國平民（從集中營拉來的囚犯），希特勒宣稱「波蘭與德國已進入戰爭狀態」，並在國會上對波蘭宣戰。但是大戰初期，仍有許多事件折損了希特勒對希姆萊的安全信任：1939年11月8日希特勒在贝格勃劳凯勒啤酒馆發表啤酒館政變16週年紀念演說，他提早離開後險些被藏在柱子內的炸彈炸死，該事件造成7人死亡，63人受傷。放置炸彈的格奥尔格·埃尔泽企圖趁夜非法入境瑞士逃走，希特勒認為埃爾澤是英國派來的刺客，希姆萊對他一番嚴刑拷打後，埃爾澤供出他是單獨犯案，與英國無關，希姆萊因為讓英國替自己承擔安全問題上的疏失失敗，招來希特勒一頓責罵。
1941年1月20日原本支持羅馬尼亞王國獨裁者扬·安东内斯库的鐵衛團叛亂，希特勒與外交部長约阿希姆·冯·里宾特洛甫支持安东内斯库，並派軍平亂；但希姆萊、海德里希與SD人員卻因為與鐵衛團交情不錯而救出幾個霍里亚·西马的手下鐵衛團幹部，此事導致希特勒非常不滿，當場將幾個SD人員處分。里宾特洛甫認為這是止住黨衛隊勢力的好機會，因為隨著戰爭的進行，外交部的功能日趨減少，里宾特洛甫就多次與SA衝突，想要鞏固自己的權力。
1942年6月4日身兼党卫队国家安全部部長與波希米亞和摩拉維亞保護國副總督兩職的党卫队上级集团领袖海德里希在一次出訪時被英國派來的捷克暗殺部隊暗殺，希姆萊暫時擔任帝國安全部表面上的部長，實際職務由布魯諾·施特雷肯巴赫負責。之後才把此職務正式交給黨衛隊上將恩斯特·卡爾滕布倫納。1943年8月24日希姆萊取代威廉·弗利克成為納粹德國內政部長，而弗利克則成為波希米亞和摩拉維亞保護國總督。

#### 猶太人大屠殺

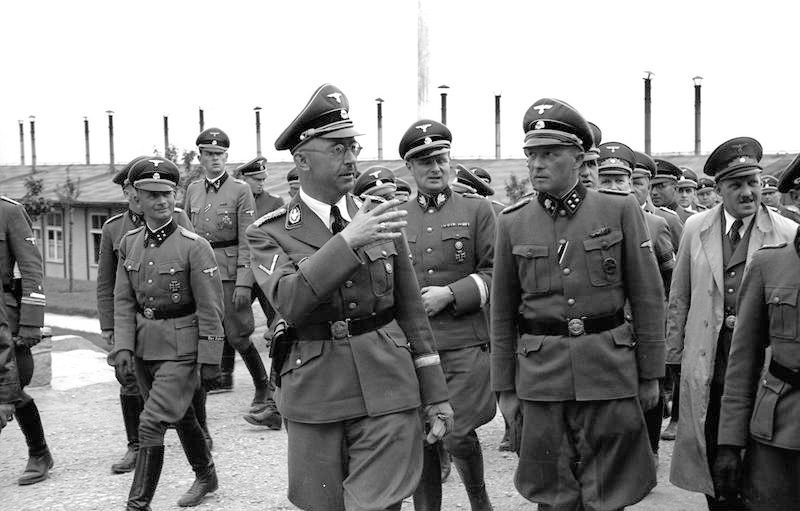
1941年4月希姆萊前往視察毛特豪森集中營，與他說話的是集中營管理人弗朗茨·齐赖斯黨衛隊中校

從開戰前到戰爭初期，希姆萊僅命令黨衛隊將猶太人驅逐出境，但到了1938年，調職到奧地利「猶太人移民局」局長與身為SD人員的阿道夫·艾希曼，他在1939年1月提出將猶太人集中到國內，再分批送到管理地點，甚至曾有以「政治解決」的考量。1939年10月7日，希特勒任命希姆萊為「德國民族強化委員會帝國成員」（Reichskommisar fürdie Festigung des deutschen Volkstums），命令他完成所有德國佔領區內的「日爾曼化」工作，希姆萊即在黨衛隊本部設立德國民族強化帝國委員會本部（RKFDV），由乌尔里希·格赖费尔特指揮，以亞利安人統治地位為核心概念，開始將往東方殖民擴張、將歐洲、東方的猶太人強制拘留，送到集中營管理。
1939年侵略波蘭後，黨衛隊保安處在佔領區與蘇聯合作，將反抗政策的波蘭人全數槍殺。這時仍還沒有使猶太人滅絕的想法，希姆萊在1940年5月的日記中寫道：「以布爾什維克的方法來滅絕猶太人並非日爾曼所能的，是不可能的」。希姆萊對反對屠殺的將軍說道：是希特勒對他下達屠殺的命令，此時已有250,000波蘭籍猶太人被黨衛隊殺害，而希特勒一般被認為是在1941年夏決定要將猶太人「滅絕」，而實際工作就交由希姆萊的黨衛隊負責。
1941年夏德軍發動巴巴羅薩作戰入侵蘇聯，開啟蘇德戰爭，黨衛隊的别动队跟隨德意志國防軍進攻，將所到之地的猶太人全部抓獲，大量屠殺。1941年8月希姆萊召見波蘭的奥斯威辛集中营營長魯道夫·霍斯到柏林，命令他準備滅絕歐洲猶太人，並改建集中營為毒氣室，從此之後納粹德國開始改裝集中營為滅絕營，以貝爾澤克集中營、索比波集中營和特雷布林卡集中營3個滅絕營規模最大。當時成為蓋世太保的猶太人課科長的艾希曼則安排將抓獲的猶太人押上列車，直送往集中營處死。正式確立將猶太人消滅作為國家政策是在1942年1月20日，在柏林西南部的萬湖的一個別墅開會，落實了有系統的殺害猶太人並解決猶太人問題最終解決方案，即「萬湖會議」。一般認為希姆萊是直接無條件的將猶太人處決，但實際上不然，猶太人被黨衛隊吸收為勞動力的重要組成部分，若能勞動則留下，不能勞動者就送往集中營，1942年4月希姆萊也下達「即使是猶太人，能承受勞動的話也要給他做到死」，在運送猶太人時，黨衛隊也要將能否勞動的人分開，在這個分區的過程中，軍醫擁有很大的權限，著名的「死亡天使」約瑟夫·門格勒就是其中一名。

#### 武裝親衛隊

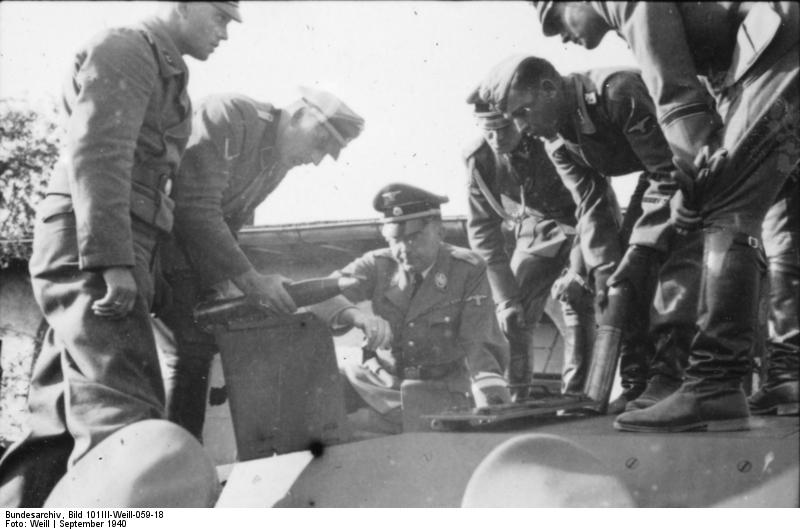
1940年9月希姆萊視察第一阿道夫·希特勒警衛旗隊裝甲師的坦克

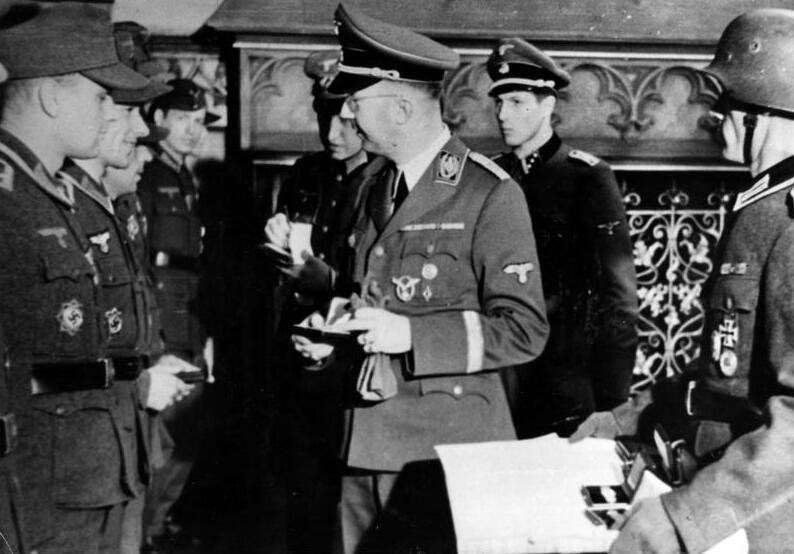
擔任维斯杜拉集团军群总司令的希姆萊，摄于1944年12月

納粹黨掌權後，希姆萊急著擴張他的黨衛隊實力，並將其升為一個軍事組織。雖然長刀之夜事件事由黨衛隊執行而受到希特勒與軍方的肯定，並給予3個團軍力的特務部隊，但軍方一直在遏止他的膨脹，特務部隊在戰時必須由軍方所管理，並會給予賬本（Soldbuch）和軍人證件（Wehrpaß）。特務部隊的訓練與建制得到國防軍的合作，1934年10月他們在巴伐利亞開辦一間黨衛隊士官學校，隔年又在不伦瑞克開辦軍校，特務部隊由保羅·豪塞爾（國防軍中將，後來的武裝親衛隊上级集團領袖）訓練，並獲得不少成果。1936年10月1日希姆萊任命保罗·豪塞爾為特務部隊總監。希姆萊又將管理集中營的骷髏隊與警察軍事化訓練，成為後來的骷髏師與警察師。1939年5月希特勒允許希姆萊組建兵員限定2萬人的黨衛隊特務部隊師團，但希姆萊急欲組建有砲兵的部隊。1940年4月22日親衛隊特務部隊被改名為武裝親衛隊。在希特勒完全控制國防軍後，武裝親衛隊就已有3個師，每個師配有1個砲兵營。這時希姆萊共擁有：第一阿道夫·希特勒警衛旗隊裝甲師、預備師（後來的帝國師）、骷髏師和警察師，人數約有100,000人。在大戰期間武裝親衛隊的規模不斷擴大，最高峰約有38個師，共900,000人之多。和國防軍相比，親衛隊的陣亡與受傷比率較低，希姆萊也因此對國防軍人員說「可以將較困難的任務交給親衛隊」。
親衛隊的兵員募集是由親衛隊本部的長官戈特萊柏·貝爾格所主導，希姆萊於各地招兵買馬和募集人力，包括希特拉青年團（後來的希特拉青年團裝甲師）、各地志願者組成的外籍軍團，使得非德語系國家士兵開始混入親衛隊（甚至有穆斯林、克羅埃西亞和印度人、突厥人），並主打「反共十字軍」的口號吸引青年加入親衛隊，大戰結束時組成為：50%是德國人、25%是德裔外國人、25%是外國人。
隨著戰爭的失利，希特勒開始不信任國防軍，而將勝利的希望寄託在武裝親衛隊上，在希特勒暗殺計劃鎮壓後，希姆萊被授予了國內預備軍司令官的職務（實際上由親衛隊上级集團領袖汉斯·屈特纳指揮），這時由陸軍武器局所生產的V2火箭被轉手至親衛隊經濟管理局控制，親衛隊對國防軍有了絕對的優勢。1944年12月10日希姆萊擔任上萊茵集團軍司令官，但在阿登攻勢小幅進展後，就受到蒙哥馬利的阻擊後潰敗。1945年1月25日希姆萊又被任命為維斯瓦河集團軍司令官，迎擊進逼德國本土的蘇聯紅軍，但沒有作戰經驗的希姆萊根本不會指揮，在一波小型攻勢後集團軍就被擊潰了，希姆萊還因此以裝病逃離現實，陆军參謀長古德里安勸希特勒將希姆萊指揮權交出來，希特勒對希姆萊仍有信心而拒絕。
不久後武裝親衛隊因為蘇軍即將包圍他們而倉皇撤離，希特勒見狀以電話對希姆萊大罵：「希姆萊，武裝親衛隊第6裝甲軍在巴拉頓湖的失敗，是我生平最感失望的事。你的親衛隊、骷髏部隊、甚至是警衛旗隊都在敵人面前逃竄，這是恥辱的背叛！我下令，收回該部隊軍官的所有勳章……」，希姆萊對此反駁道：「我的元首，要我摘去軍官們的勳章，那我也只能去巴拉頓湖上的死屍拿。我的元首，要是真的這麼做，就算是一個普通黨衛隊隊員也不會再向您宣示效命了」！希特勒在他說完前就掛了電話，該集團軍由古德里安說服希姆萊，1945年3月20日改交由哥特哈德·海因里希指揮。

#### 7月20日密謀案
1944年7月20日陸軍上校克勞斯·馮·施陶芬貝格與國防軍多名高级將領引爆炸彈企圖謀殺希特勒，扶持影子政府奪權，雖然事後希姆萊為鎮壓該事件當事人的主要角色，但他可能也有涉入密謀案中。暗殺計劃實行前的1944年7月17日，蓋世太保曾接獲到卡尔·格德勒和路德维希·贝克上將企圖刺殺希特勒的消息，並要求希姆萊發佈他們的逮捕令，但希姆萊不知為何原因而拒絕了。其後希姆萊命令帝國安全部的恩斯特·卡爾滕布倫納進行大規模的政治搜捕，約有5,000人被處死、數千人被關到集中營，是繼「長刀之夜」以來最大的政治清算行動。因為此事件使得希特勒幾乎不再相信國防軍，改轉而信任黨衛隊，也是造成之後希姆萊被任命為集團軍司令的主要原因。

#### 被解任
1945年春，希姆萊已經看清德国即將戰敗的事實，認為如果要自保，必須要除去希特勒並和盟軍进行和平談判，他與專屬醫生費利克斯·克斯滕和瓦爾特·施倫堡一直企圖透過瑞士與瑞典的中間人聯絡上伯纳德·劳·蒙哥马利或艾森豪威尔，但被告知盟军只接受德国无条件投降。在與艾森豪威尔的代表接洽過程中，消息被英國外相安東尼·艾登探知，並被他轉告給路透社記者，随即在24小時後英美德都知道此事了，希特勒也得知了希姆莱背叛的消息，對不在場的希姆萊痛罵一頓後下令逮捕他，但希姆萊已帶領武裝親衛隊以支援柏林的戰鬥為理由而向帝国北部转移了，早已遠離了柏林。希特勒無法逮捕他，但向女秘書立好政治遺囑，解除希姆萊所有職務。隔日便在柏林舉槍自杀。由於當時傳達機制混亂，希姆萊的職務解除命令並未傳開，但海军总司令鄧尼茨元帅已立刻接受帝國联邦大總統的職位，所以希姆萊也不具有機會掌權。
希姆萊之後透過收音機廣播知道卡尔·邓尼茨已成为德国武裝力量最高領導人，而希特勒對他的安排讓他非常生氣。他在前往鄧尼茲「弗倫斯堡政府」途中有想要在戰後成立新政府和新政黨「民族集中黨」，當他抵達鄧尼茲石勒苏益格-荷尔斯泰因的海軍學校後要求會見鄧尼茲。鄧尼茲因為對希姆萊有些忌憚，他安排幾隊全副武裝的潛艇突擊隊員埋伏於走道和院子，並在自己辦公桌堆疊的文件下放置一把上膛的手槍。希姆萊與他會面後，以畢恭畢敬的態度請求幫他安排一個位子，说“请让我在您的帝国里担当第2號人物吧”，而鄧尼茲則直接拒絕了，說「我的政府只接受政治清白的人」，在希姆萊一直企圖說服後鄧尼茲仍不退讓，希姆萊就失望的離開了。
5月5日鄧尼茲告訴他所有的內閣成員，蒙哥馬利要求德國必须無條件投降，他要所有成員對此發表意見。希姆萊提議道：「我們應該避免位於丹麥和挪威的德軍向蘇軍投降」，並要求以他的一名部下作為談判代表，理由是希姆萊認為在北歐的德軍會是將來用作戰後談判的籌碼，以此作為維持戰後德國治安的武裝力量。希姆萊這個提議被接受了，但鄧尼茲實在是很討厭希姆萊，且他在盟軍的角色也非常惹人嫌惡，鄧尼茲在5月6日下達一道命令給了希姆萊：

「帝國部長先生：

鑑於目前的時局，我決定解除您作為帝国內政部長、帝國政府官員、后备軍總司令和警察總長的職務。換言之，您的全部職務從此無效了。我感謝您曾對帝國作過的所有努力。」

### 被俘與死亡

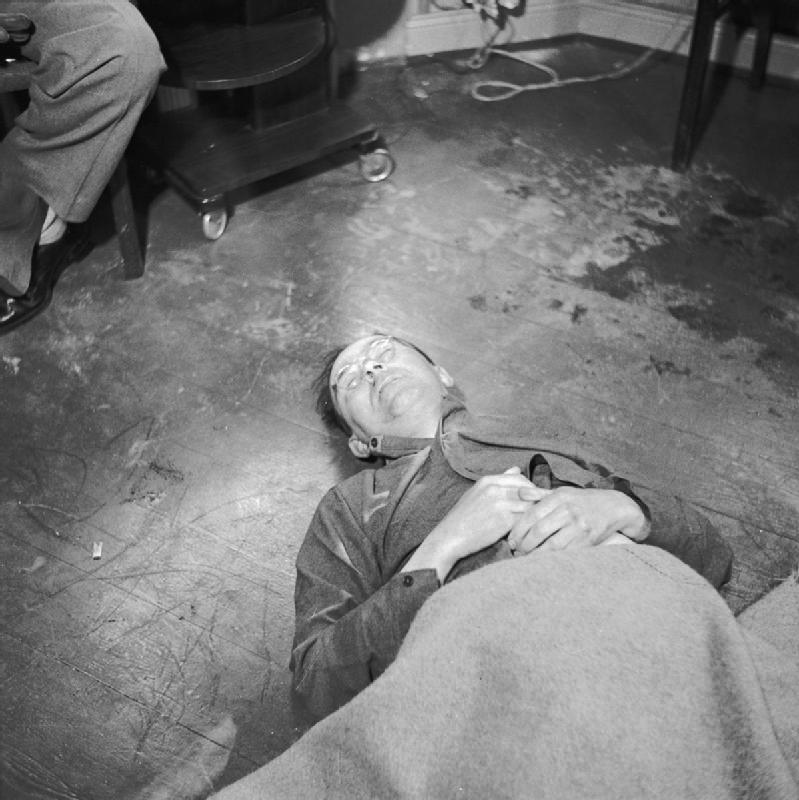
自殺後的遺體

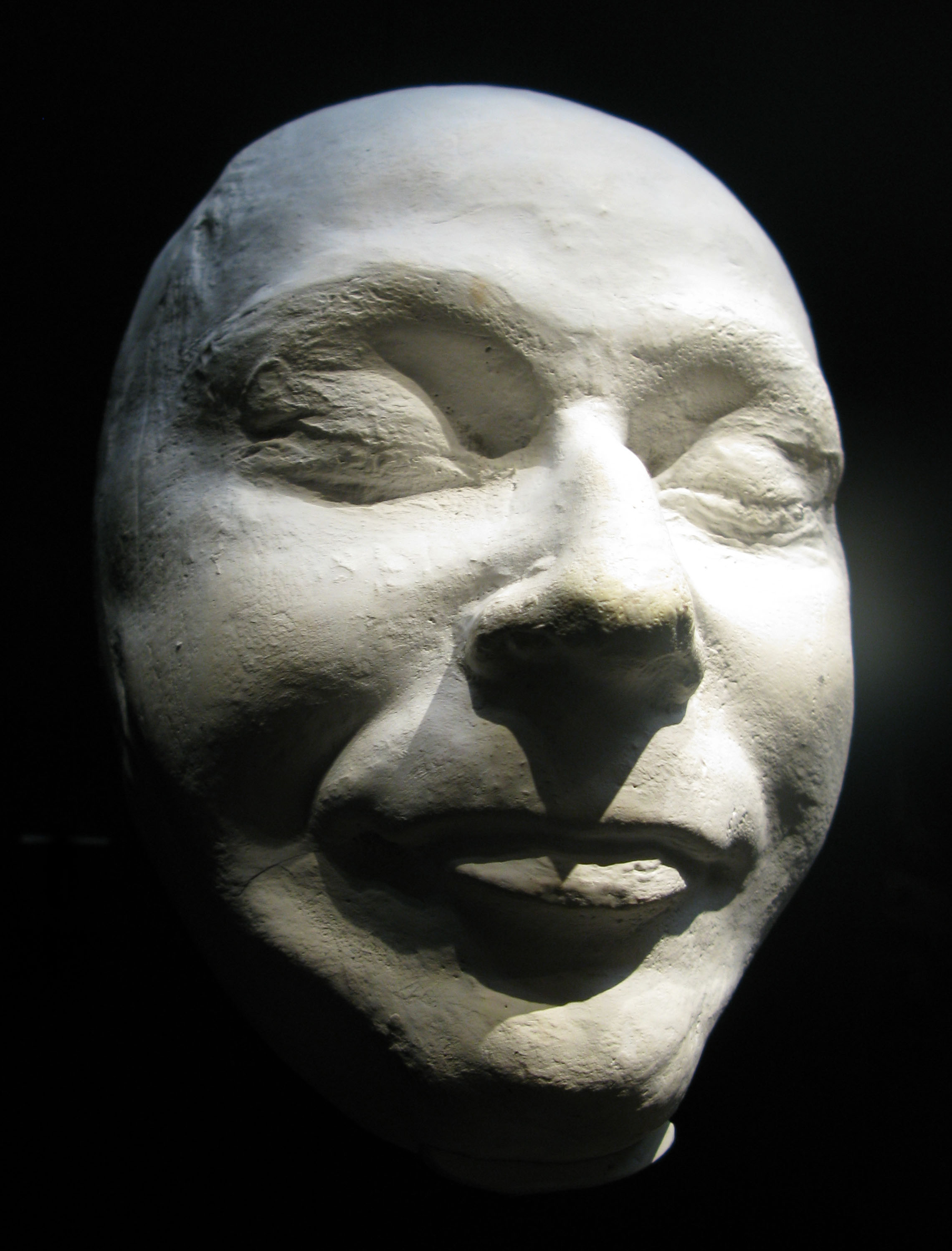
希姆萊的死亡面具

在戰後搜捕的逃竄過程中，為了避人耳目，希姆萊與隨行裝扮成交通警察，還露宿街頭，希姆萊以黑布條遮住左眼，穿著深色平民上衣，使用別人的護照，名為“海因里希·希青格尔”（Heinrich Hitzinger；該人已被希特勒在720事件中處決），在5月21日前往不來梅港時被英軍檢查哨攔下來，因為其身份證太新了，不像是逃難者所擁有的而被拘留。5月23日下午2點，希姆萊和另外2人要求見面負責軍官，希姆萊當場解除便裝表示身份，要求見蒙哥馬利元帥。在等待回覆時，英軍的一個上尉拿了一套英國軍服要給希姆萊穿，但他拒絕了。之後上尉命令士兵對他搜身，發現在他上衣襯中有一瓶毒藥，此外沒別的。在經過洗澡和吃飯後，晚上蒙哥馬利情報部門負責人麥克爾·莫菲上校決定由情報人員押送希姆萊至第2軍團總部。抵達總部後，莫菲問上尉是否檢查他藏有毒藥，另外要求醫生檢查他嘴中，在嘴中發現一枚氰化鉀膠囊，在醫生想要更一步確認後，希姆萊突然轉頭咬破膠囊，自殺而死。一天後，接到英軍報告前來的美軍與蘇軍驗屍後，希姆萊被葬於吕讷堡郊外。

## 家庭

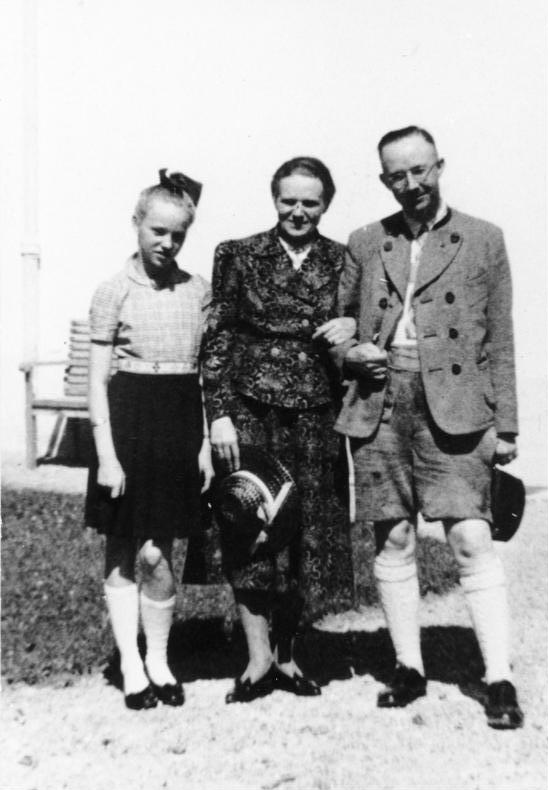
左為女兒古德龍、妻子瑪格麗特、希姆萊

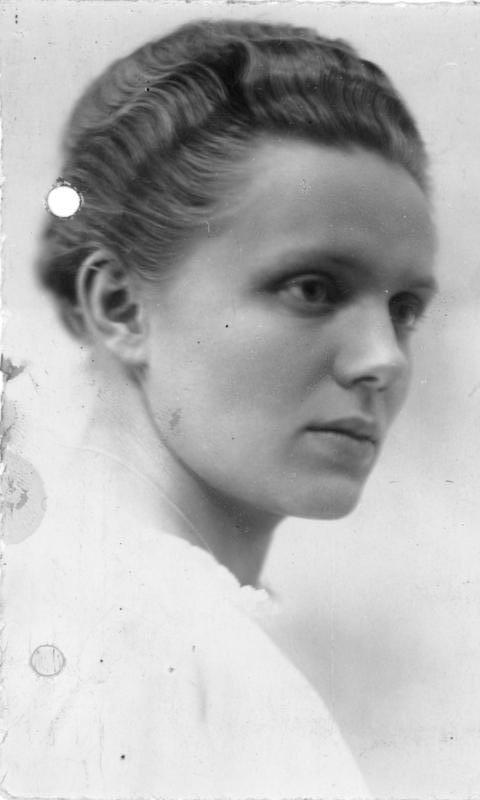
妻子瑪格麗特（1918年）

1928年7月3日，希姆萊與地主之女瑪格麗特結婚，瑪格麗特是金髮碧眼高個子女性，是希姆萊心中理想的「德意志女性」，她曾在第一次世界大戰時做過護士，在柏林結過短期的婚姻，之後用父親的資金開了一間小診所。可是她比希姆萊年長7歲，而且是基督新教信徒，天主教的希姆萊父母對於他們倆的婚事極力反對。
1929年8月，希姆萊與瑪格麗特有了一個女兒古德龍，希姆萊非常疼愛古德龍，並稱她作「Püppi」（人偶），希姆萊也曾帶古德龍去他的工作場所，包括集中營。參觀集中營的當晚，古德龍就在日記中就記述了。另一方面，瑪格麗特還有前次婚姻留下的一個男孩子，但希姆萊對這個繼子幾乎沒有關心。在古德龍出生後，希姆萊與瑪格麗特之間的感情越來越糟，最後演變成分居。希姆萊於1937年開始與他前任的女秘書黑德维希·波特哈斯特成為情人關係，希姆萊稱波特哈斯特為「我的小白兔」，雖然他試著與瑪格麗特離婚，但因為天主教家庭的保守觀念從未成功，結果波特哈斯特分別在1942年與1944年先後為希姆萊生了2個孩子。波特哈斯特的父母對於希姆萊既沒有離婚再娶的打算，也沒有一棟房子能給他們女兒而非常不滿。但私生活非常簡樸的希姆萊卻沒有能買新房子的積蓄，他以職權在納粹活動中秘密地挪出了8萬馬克，而這件事被馬丁·鮑曼知道，但他沒有張揚。之後希姆萊用這筆錢在贝希特斯加登-舍瑙一帶蓋了房子，而鮑曼家就在附近，鮑曼夫人後來與波特哈斯特友好，並緩和了希姆萊與鮑曼的權力衝突，促成了友情。
希姆萊父親同父異母弟弟康拉德·希姆萊（Konrad Himmler）的孫子漢斯·希姆萊（Hans Himmler）是黨衛隊一名中尉，有一次因為酒醉而洩漏了重要情報，希姆萊知道後對他判處死刑。之後雖然有減刑，但漢斯被送到了前線，之後他又因為說了對黨衛隊否定的言論，被當作「男同性戀」而送到達豪集中營，槍殺處死。對於希姆萊來說，即使有血緣關係，只要有破壞紀律的行為也不會被寬恕。戰後，由於希姆萊一姓被視為「邪惡的代名詞」，古德龍之後就改姓為布爾維茨（Burwitz），並為黨衛隊隊員的法律辯護，也是历史修正主义的重要成員。
他還有一位姪孫女卡特琳·希姆萊，是他弟弟恩斯特·希姆萊的孫女，是一位作家。

## 個人

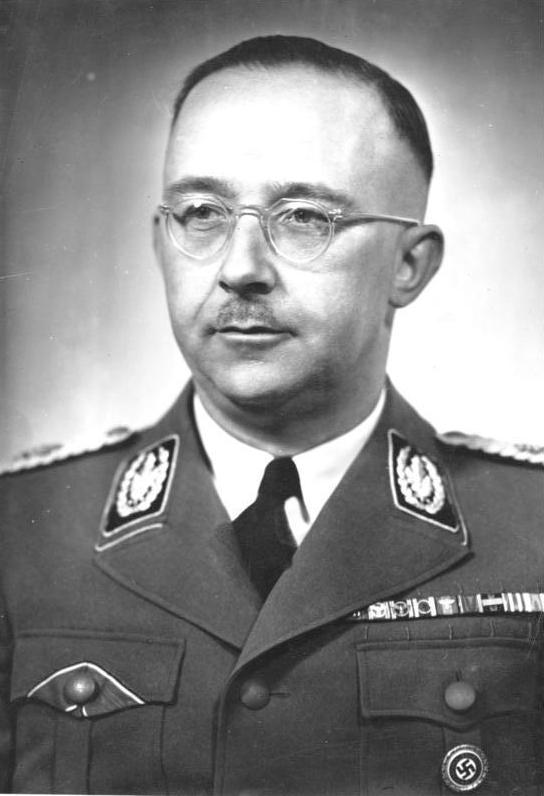
1942年的希姆萊

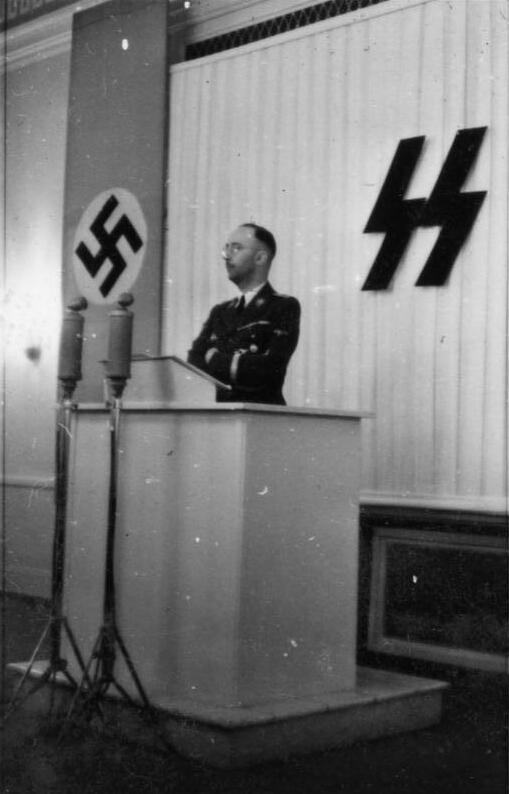
1942年，正在對黨衛隊演說的希姆萊

- 阿道夫·希特勒稱希姆萊為「忠臣海因里希」，恩斯特·罗姆則稱他為「Anhimmler」，意為「狂熱崇拜者」[86]。
- 還有傳言說希姆萊其實是海德里希的傀儡，並以「4個H」這詞彙來嘲笑這個關係，即「Himmlers Hirn heißt Heydrich」，意為「希姆萊的頭腦就是海德里希」[87]。
- 納粹高層的私生活大多十分奢華且禮節精緻（例如戈林等人），唯獨希姆萊即使達到權力的高峰，私生活仍舊極為簡樸，曾留下「哪一天因貧而逝是我的理想。」等等自嘲的話[88]。
- 希姆萊喜愛動物，是歐洲最早的生態主義者之一，奇妙地使得納粹的動物保護觀念廣泛普及，立法進度領先世界。他常熱烈地和德國小孩們討論，教育他們照顧、愛護動物，並批判獵人「不要把槍口對著無知地吃草，沒有罪的動物」；特別是對有打獵興趣的戈林的批評：「會殺死有如此可愛眼眸的鹿簡直是異常。」相對與對動物的愛護，希姆萊對「下等種族」的屠殺形成了極爲鮮明的對比。希姆萊在日記中有記述對下等種族的看法：「擁有破壞的意志、原始的慾望、露骨的卑鄙，精神上比所有動物都還要低等」，在他心中下等種族比任何動物處於還要低的位置[89]。
- 希姆萊的歷史觀與生死觀有些特別，對於能將自己生死置之度外而保護祖先榮譽的日本武士道十分認同、還有對古羅馬的禁衛軍和印度的種姓制度極為著迷，並以這些作為黨衛隊思想教育的範本[90][91]。
- 希姆萊的私人醫生，也是按摩醫師的費利克斯·克斯滕（英语：Felix Kersten）十分受到希姆萊的厚愛，主要是因為以前胃病纏身的希姆萊在被克斯滕治癒胃病後，對他覺得十分崇敬，克斯滕在之後的日子也對希姆萊有不小的影響力。根據克斯滕的兒子所說，恩斯特·卡爾滕布倫納曾有企圖封鎖道路、謀殺克斯滕的陰謀，希姆萊知道後對他大發雷霆，並警告：「若克斯滕身體出了什麼事，你就會在24小時內喪命[92]。」
- 根據瓦爾特·施倫堡回憶錄的記述，希姆萊不擅長運動，1939年9月還曾在波茲南的列車階梯上失足跌地[93]，還有在1936年的黨衛隊士官學校接受了國家體力檢定表現也不佳。
- 根據幾位黨衛隊隊員的記述，希姆萊在視察部下殘忍屠殺的過程中感到身體不適：
  - 1941年8月，希姆萊視察黨衛隊中將阿图尔·内贝指揮的别动队—B支隊槍殺過程，希姆萊本來命令安排在他面前殺100人（其中還男女混合），希姆萊在看到槍殺的血泊畫面後，感到非常噁心且手撐到地板上（黨衛隊上將埃里希·馮·登·巴赫-熱勒維斯基的證言[94]）不知道是不是因為這個緣故，別動隊的屠殺方式也由槍殺改成用毒氣[94]。
  - 1941年12月15日，希姆萊視察海德里希作為副總督管理波希米亞和摩拉維亞保護國的布拉格，參觀廣場上的大規模公開處刑，結果希姆萊看了之後暈倒在椅子上，海德里希與警察長官將他扶起，而海德里希臉上對希姆萊露出輕蔑的表情（根據某位黨衛隊上將所言）[95]。
  - 去毒氣室視察的希姆萊從小孔中看到處刑的情況感到很噁心，人走到毒氣室後部嘔吐，被2位黨衛隊隊員看到（一位集中營的犯人的證言）[96]

## 神秘學

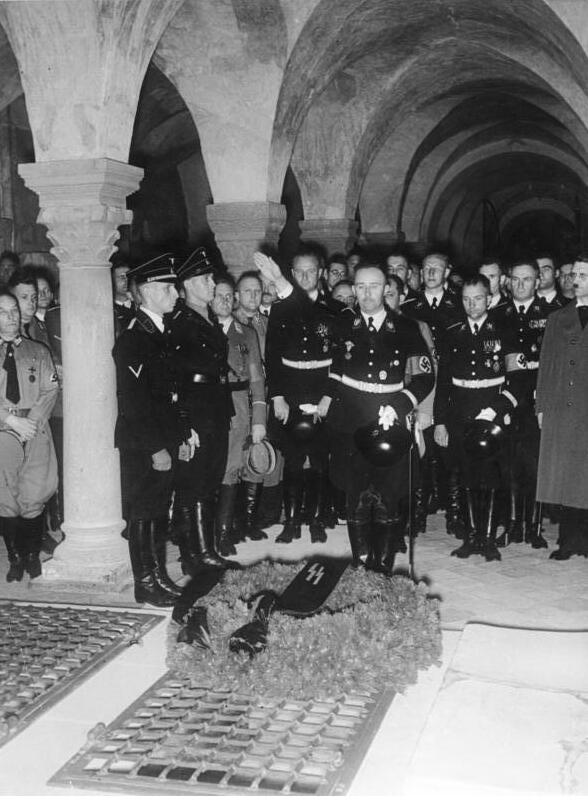
1938年2月1日，希姆萊人位於奎德林堡大教堂亨利一世的靈柩

希姆萊對於一些可能具有神秘力量的物品或魔法感到著迷，尤其對古日耳曼人的歷史感興趣，信奉神秘主義與北歐宗教，曾成立組織祖先遺產學會前往世界各地，包括西藏和黑森林等地尋找所有有關「亞利安超人」的祖先和聖杯的蹤影，還對占星術、黑魔法成立組織研究。
希姆萊還用1300萬帝國馬克改建韦沃尔斯堡，作為自己的別墅，建立地下室，專門施行魔法、儀式，還有地方專門放置永久黨衛隊的遺骨，以及黨衛隊最高法庭、希姆萊的會客室、多達12000冊藏書的圖書間。希姆萊雖然為希特勒前來做了很多功夫準備迎接，但希特勒直到戰爭結束都不曾來過。

## 流行文化

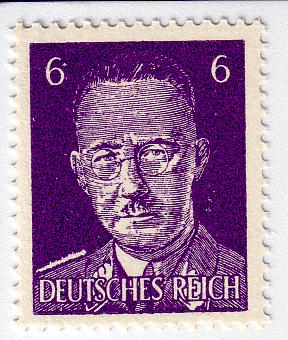
一張印著希姆萊頭像的英國宣傳郵票

- 電影《帝國毀滅》中，乌尔里希·纳滕（英语：Ulrich Noethen）飾演希姆萊，在影片起頭就對不在場的希特勒大罵，而他的副官則說「事到如今對禁慾的素食主義者有所期待也不是辦法」，但事實上根據歷史紀錄希姆萊自己也是素食主義者。另外纳滕飾演的希姆萊還有在喜剧電影《关于希特勒的真正最真实真相》中登場。
- 電視劇《高堡奇人》第二季中，1962年希特勒死後，在經過多場的策劃下，希姆萊就任德國元首，但於第三季最後一集，希姆萊於纽约被反抗組織暗殺但未死。最後一季在政治鬥爭下被殺害。

## 荣誉与勳章
党务荣誉
- 血之勋章（英语：Blood Order）
- 金质纳粹党勋章（英语：Golden Nazi Party Badge）
- 金质希特勒青年团勋章（英语：Golden Hitler Youth Badge）
- 纳粹高氏奖章（英语：Nazi Party General Gau Badge）
- 纽伦堡建党日勋章（英语：Nuremberg Party Day Badge）
- 纳粹党长期服役奖章（英语：Nazi Party Long Service Award）（入党10年-15年以上）
- 资深荣誉雪佛龙装饰（英语：Honour Chevron for the Old Guard）

党卫队生涯荣誉
- 党卫队长期服役奖章（服役12年以上）
- 党卫队荣誉戒指
- 党卫队全国领袖荣誉佩剑
- 党卫队民用徽章（英语：SS Zivilabzeichen）

### 引用
1. ↑  Manvell & Fraenkel 2007，第13頁.
2. ↑  Bullock 1993，第412頁.
3. ↑  Longerich 2012，第265頁.
4. 1 2 3  『ナチス親衛隊』，第8頁
5. 1 2 3 4  『ヒトラーの共犯者 上』，第158頁
6. ↑  『The Himmler Brothers A German Family History』，第24頁
7. ↑  『The Himmler Brothers A German Family History』，第30頁
8. ↑  『HEINRICH HIMMLER　The Sinister Life of the Head of the SS and Gestapo』，第1頁
9. ↑  希姆萊的哥哥格布哈德·路德维希·希姆莱之後也加入黨衛隊，成為文職機關的一個小官。ハインツ・ヘーネ著『髑髏の結社 SSの歴史 上』，第94頁
10. 1 2  『The Himmler Brothers A German Family History』，第31頁
11. ↑  希姆萊的弟弟恩斯特·赫尔曼·希姆莱後來加入黨衛隊，成為海德里希的帝國電台主任技師，死於柏林戰役，孫子卡廷·希姆萊（Katrin Himmler）與猶太人結婚，並出版他祖父兄弟關係的著作。ハインツ・ヘーネ著『髑髏の結社 SSの歴史 上』（講談社学術文庫），第94頁
12. 1 2  ハインツ・ヘーネ著『髑髏の結社 SSの歴史』（フジ出版社），第40頁
13. ↑  『The Himmler Brothers A German Family History』，第42頁
14. ↑  『HEINRICH HIMMLER　The Sinister Life of the Head of the SS and Gestapo』，第2頁
15. 1 2 3 4 5 6  『ヒトラーの共犯者 上』，第160頁
16. ↑  『The Himmler Brothers A German Family History』，第50頁
17. ↑  『The Himmler Brothers A German Family History』，第51頁
18. ↑  『ヒトラーの共犯者』，第161頁
19. 1 2 3  ハインツ・ヘーネ著『髑髏の結社 SSの歴史』（フジ出版社），第41頁
20. ↑  『ヒトラーの共犯者 上』，第160頁、ハインツ・ヘーネ著『髑髏の結社 SSの歴史』（フジ出版社），第41頁
21. ↑  『The Himmler Brothers A German Family History』，第57頁
22. 1 2  ハインツ・ヘーネ著『髑髏の結社 SSの歴史』（フジ出版社），第42頁
23. 1 2 3  『ナチス親衛隊』，第20頁
24. ↑  ゲリー・S・グレーバー著『ナチス親衛隊』（東洋書林），第10頁
25. 1 2  『ナチス親衛隊』，第21頁
26. 1 2 3  『ヒトラーの共犯者 上』，第167頁
27. 1 2  ハインツ・ヘーネ著『髑髏の結社 SSの歴史』（フジ出版），第46頁
28. 1 2  『ナチス親衛隊』，第25頁
29. ↑  『図解第三帝国』，第200頁
30. ↑  『ヒムラーとヒトラー氷のユートピア』，第71頁
31. ↑  『ナチス親衛隊』，第32頁
32. ↑  『ナチス親衛隊』，第27頁
33. ↑  『ヒムラーとヒトラー氷のユートピア』，第72頁
34. ↑  『ヒトラーの共犯者 上』，第168頁
35. 1 2  『ナチス親衛隊』，第37頁
36. ↑  『ヒムラーとヒトラー氷のユートピア』，第73頁
37. ↑  『ヒムラーとヒトラー氷のユートピア』，第74頁
38. ↑  『欧州戦史シリーズVol.17 武装SS全史1』，第34頁
39. ↑  『蓋世太保＆希姆萊』（三誠堂出版），第35頁
40. 1 2  『ナチ・ドイツ軍装読本 警察とナチ党の組織と制服』，第14頁
41. ↑  ハインツ・ヘーネ著『髑髏の結社 SSの歴史』（フジ出版社），第78頁
42. ↑  『ヒトラーの親衛隊』，第100頁
43. 1 2  『髑髏の結社 SSの歴史』（フジ出版社），第84頁
44. ↑  『ヒトラー全記録』，第229頁
45. ↑  『欧州戦史シリーズVol.17 武装SS全史1』，第144頁
46. ↑  『ナチス親衛隊』，第76頁
47. ↑  『蓋世太保＆希姆萊』（三誠堂出版），第43頁
48. ↑  ルパート・バトラー著『ヒトラーの秘密警察　ゲシュタポ　恐怖と狂気の物語』（原書房），第46到第47頁
49. ↑  『蓋世太保＆希姆萊』（三誠堂出版），第47頁
50. ↑  ジャック・ドラリュ著『ゲシュタポ・狂気の歴史』（講談社学術文庫），第79頁
51. ↑  『欧州戦史シリーズVol.17 武装SS全史1』（学研），第114頁
52. ↑  阿部良男著『ヒトラー全記録』（柏書房），第269頁
53. ↑  大野英二著『ナチ親衛隊知識人の肖像』（未來社），第90頁
54. ↑  グイド・クノップ著『ヒトラーの親衛隊』（原書房），第102頁
55. ↑  『ナチス親衛隊』77ページ
56. ↑  ハインツ・ヘーネ著『髑髏の結社 SSの歴史』（フジ出版社），第104頁
57. ↑  『蓋世太保＆希姆萊』（三誠堂出版），第52頁
58. ↑  『ヒトラー全記録』（柏書房）280ページ
59. ↑  『ナチス親衛隊』，第86頁
60. 1 2  『武装SS ナチスもう一つ暴力装置』，第30頁
61. ↑  ハインツ・ヘーネ著『髑髏の結社 SSの歴史』（フジ出版社），第206頁
62. ↑  『ナチス親衛隊』，第149頁
63. ↑  『蓋世太保＆希姆萊』（三誠堂出版），第69頁到第70頁
64. ↑  大野英二著『ナチ親衛隊知識人の肖像』（未來社），第15頁
65. ↑  『ヒトラーの秘密警察』，第68頁
66. ↑  ハインツ・ヘーネ著『髑髏の結社 SSの歴史』（フジ出版社），第285頁
67. ↑  ハインツ・ヘーネ著『髑髏の結社 SSの歴史』（フジ出版社），第286頁
68. ↑  ハインツ・ヘーネ著『髑髏の結社 SSの歴史』（フジ出版社），第288頁
69. ↑  『欧州戦史シリーズVol.17 武装SS全史1』，第119頁
70. 1 2  ハインツ・ヘーネ著『髑髏の結社 SSの歴史』（フジ出版社），第319頁
71. ↑  長谷川公昭著『ナチ強制収容所 その誕生から解放まで』，第153頁
72. ↑  『ヒトラーの共犯者 上』，第195頁
73. ↑  長谷川公昭著『ナチ強制収容所 その誕生から解放まで』，第156頁
74. ↑  長谷川公昭著『ナチ強制収容所 その誕生から解放まで』，第187頁
75. ↑  長谷川公昭著『ナチ強制収容所 その誕生から解放まで』，第158頁
76. ↑  『蓋世太保＆希姆萊』（三誠堂出版），第262頁
77. ↑  『ヒトラーの共犯者 上』，第204頁
78. ↑  『ナチス親衛隊』，第229頁
79. ↑  『ナチス親衛隊』，第230頁
80. ↑  『髑髏の結社 SSの歴史』（フジ出版社），第558頁
81. ↑  『ヒトラーの共犯者 上』，第212頁
82. ↑  『髑髏の結社 SSの歴史』（フジ出版社），第56頁
83. ↑  『ヒトラーの親衛隊』，第125頁
84. ↑  ハインツ・ヘーネ著『髑髏の結社 SSの歴史』（フジ出版社），第409頁
85. ↑  『ヒトラーの親衛隊』，第110頁
86. ↑  『ヒトラーの共犯者 上』，第171頁
87. ↑  『ヒトラーの共犯者 上』，第187頁
88. ↑  『ヒトラーの共犯者 上』，第152頁
89. ↑  『ヒトラーの共犯者 上』，第194頁
90. ↑  『ヒムラーとヒトラー 氷のユートピア』，第123頁
91. ↑  『ヒトラーの親衛隊』，第90頁
92. ↑  『ヒトラーの共犯者 上』，第191頁
93. ↑  ヴァルター・シェレンベルク著『秘密機関長の手記』（角川書店），第53頁
94. 1 2  『ナチス親衛隊』，第200頁
95. ↑  『ヒトラーの秘密警察　ゲシュタポ　恐怖と狂気の物語』（原書房），第144頁
96. ↑  『ヒトラーの親衛隊』，第123頁
97. ↑  『ナチ・ドイツ軍装読本』，第150頁
98. ↑  ハインツ・ヘーネ著『髑髏の結社 SSの歴史』（フジ出版社），第158頁
99. ↑  『ヒトラーの親衛隊』，第116頁

### 書目
中文書目
- 故事口袋編輯群著《蓋世太保＆希姆萊》，三誠堂出版社 ISBN 957-0362-81-2

日文書目
- ヨッヘン・フォン・ラング編、小俣和一郎訳『アイヒマン調書 イスラエル警察尋問録音記録』（岩波書店）ISBN 978-4000220507
- 『欧州戦史シリーズVol.17 武装SS全史1』（学研）ISBN 978-4056026429
- 谷喬夫『ヒトラーとヒムラー 氷のユートピア』講談社選書メチエ ISBN 4062581760
- ハインツ・ヘーネ『SSの歴史 髑髏の結社』森亮一（訳）、フジ出版社、1981年、ISBN 4-89226-050-9
  - ハインツ・ヘーネ『SSの歴史 髑髏の結社 上』森亮一（訳）、2001年、講談社学術文庫、ISBN 978-4061594937
  - ハインツ・ヘーネ『SSの歴史 髑髏の結社 下』森亮一（訳）、2001年、講談社学術文庫、ISBN 978-4061594944
- ジャック・ドラリュ著、片岡啓治訳『ゲシュタポ・狂気の歴史』（講談社学術文庫）ISBN 978-4061594333
- 芝健介著『武装SS ナチスもう一つの暴力装置』（講談社選書メチエ）ISBN 978-4062580397
- レオン・ゴールデンソーン著『ニュルンベルク・インタビュー 上』（河出書房新社）ISBN 978-4309224404
- レオン・ゴールデンソーン著『ニュルンベルク・インタビュー 下』（河出書房新社）ISBN 978-4309224411
- リチャード・オウヴァリー著、秀岡尚子訳『ヒトラーと第三帝国』（河出書房新社）ISBN 978-4309611853
- マイケル・ベーレンバウム著、芝健介訳『ホロコースト全史』（創元社）ISBN 978-4422300320
- ロビン・ラムスデン著、知野龍太観訳『ナチス親衛隊軍装ハンドブック』（原書房）ISBN 978-4562029297
- グイド・クノップ著、高木玲訳『ヒトラーの共犯者 上』（原書房）ISBN 978-4562034178
- グイド・クノップ著、高木玲訳『ヒトラーの親衛隊』（原書房）ISBN 978-4562036776
- ルパート・バトラー著、田口未和訳『ヒトラーの秘密警察　ゲシュタポ　恐怖と狂気の物語』（原書房）ISBN 978-4562039760
- 阿部良男著『ヒトラー全記録』（柏書房）ISBN 978-4760120581
- 森瀬繚、司史生著『図解第三帝国』（新紀元社）ISBN 978-4775305515
- 山下栄一郎著『ナチ・ドイツ軍装読本 警察とナチ党の組織と制服』（彩流社）ISBN 978-4779112126
- 長谷川公昭著『ナチ強制収容所 その誕生から解放まで』（草思社）ISBN 978-4794207401
- ゲリー・S・グレーバー著、滝川義人訳『ナチス親衛隊』（東洋書林）ISBN 978-4887214132
- ヴァルター・シェレンベルク著、大久保和郎訳『秘密機関長の手記』（角川書店）1960年

英文書目
- Roger Manvell,Heinrich Fraenkel著『HEINRICH HIMMLER　The Sinister Life of the Head of the SS and Gestapo』(ペーパーバック) ISBN 978-1602391789
- Katrin Himmler著、Michael Mitchell訳『The Himmler Brothers A German Family History』(ペーパーバック) ISBN 978-0330448147

## 外部連結
- https://web.archive.org/web/20180627031502/http://www.lexikon-der-wehrmacht.de/Personenregister/HimmlerH.htm
- http://www.dhm.de/lemo/html/biografien/HimmlerHeinrich/ （页面存档备份，存于）
- Biografie bei Shoa.de （页面存档备份，存于）
- https://web.archive.org/web/20060331114541/http://www.fdk-berlin.de/forum2000/filme/himmler.html
- https://web.archive.org/web/20051027052042/http://www.kueste.vvn-bda.de/grab.htm
- Biografie Himmlers und weiterführende Links （页面存档备份，存于）
- Heinrich Himmler und die Schwarze Sonne

| 官衔                   | 官衔                                             | 官衔                         |
| ---------------------- | ------------------------------------------------ | ---------------------------- |
| 前任： 埃爾哈德·海登   | 黨衛隊全國領袖 1925年8月8日-1945年4月29日        | 繼任： 卡爾·漢克             |
| 政府职务               |                                                  |                              |
| 前任： 威廉·弗利克     | 帝國內政部長 1943年8月24日-1945年4月29日         | 繼任： 无                    |
| 军职                   |                                                  |                              |
| 前任： 無              | 上萊因集團軍總司令 1944年12月10日-1945年1月24日  | 繼任： 保羅·豪塞爾大将       |
| 前任： 無              | 維斯瓦河集團軍總司令 1945年1月25日-1945年3月13日 | 繼任： 哥德哈德·海因里希大将 |
| 奖项与成就             |                                                  |                              |
| 前任者： 約瑟夫·史達林 | 時代雜誌封面 1945年2月12日                       | 繼任者： 威廉·胡得·辛普森    |